# 撒勒孤曼
撒勒孤曼（排灣語：Sarekuman），是台灣排灣族神話中的一名神祇，有小米之神與山神版本的面相。

## 職責

### 小米神
在土坂部落等部分東排灣族部落的傳統信仰中，撒勒孤曼是管理小米的粟女神，她住在日出的海上、是北大武山神賈加勞斯（Tjagarus）的妻子，也是水神拉盧麼各在人間職務的代理，掌管小米的生長與大地的雷、雨、河、海，當乾旱發生時，巫師會向她和拉盧麼各祈求風調雨順；若有人在種小米時觸犯如播種時種檳榔樹或甘蔗、或收成時切斷粟穗等禁忌，也會因此觸怒賈加勞斯。

### 山神
在佳興部落（Puljetji，中排灣群）的觀念中，撒勒孤曼是南大武山的山神，也是掌管舊部落所在地的神祇。